# Kriovulkan
Kriovulkan pomeni ledni vulkan. V splošnem lahko kriovulkani bruhajo tudi druge snovi pri zelo nizkih temperaturah.

Kriovulkani se pojavljajo na nekaterih nebesnih telesih. Imenujemo jih tudi hladni gejzirji.

Sam pojav nastanka in delovanja te vrste vulkanov imenujemo kriovulkanizem.

## Lastnosti
Kriovulkani nastajajo na zaledenelih naravnih satelitih in verjetno tudi na ostalih nebesnih telesih z zelo nizko temperaturo. Običajni vulkani bruhajo staljene kamnine, kriovulkani pa bruhajo lažje hlapljive snovi kot so voda, amonijak ogljikov dioksid ali metan, ki jih skupaj imenujemo kriomagma. Po erupciji kriomagma kondenzira, ker je na nebesnem telesu izpostavljena nizkim temperaturam. Nad kriovulkanom se pojavi oblak izbruhane snovi, ki ga običajno odnaša gibanje atmosferskih plinov (veter).
Energija, ki je potrebna, da se v notranjosti stalijo snovi, ki jih bruha kriovulkan, nastane zaradi plimskega trenjem ali z razpadom radioaktivnoh snovi. Predvidevajo tudi, da je Kvaor v preteklosti kazal veliko kriovulkanskih poajvov. Pri njem je verjetno nastajala energija pri radioaktivnem razpadu v njegovi notranjosti. 

## Opazovanja
Dolgo so bili kriovulkani samo teoritična možnost, ki je niso mogli opazovati. Prvi kriovulkan so odkrili na naravnem satelitu Neptuna Tritonu med poletom Voyagerja 2 v letu 1989. Takrat so opazili kriovulkane, ki jih verjetno sestavljajo tekoči dušik, prah in metan. Oblaki kriovulkanov so se dvigali do 8 km nad površino, v dolžino pa 140 km.
Misija Cassini-Huygens je odkrila kriovulkane metana na Saturnovi luni Titanu. Predvidevajo tudi, da so kriovulkani tudi na nekaterih drugih naravnih satelitih kot so Evropa, Ganimed (naravna satelita Jupitra) in Miranda (naravni satelit Urana).
V letu 2005 je sonda Cassini posnela tudi na južnem polu Saturnove lune Enkelad izbruhe podobne gejzirom.